# Charbel Rouhana
Charbel Rouhana, född 1965 i Aamchit i norra Beirut, Libanon, är en libanesisk musiker. Charbel Rouhana är i Libanon känd för sitt oudspelande.

## Diskografi
- Salamat (1997)
- Mada – med Hani Siblini (1998)
- Mazaj Alani (2000)
- Muhammad al-Durrah (2001)
- The Art of Middle Eastern Oud (2003)
- Sourat – Trait d’Union (2004)
- Lashou-Et-Taghyeer (2005)
- We Live – med andra artister (2006)
- Dangerous (2006)